# Bernard Sylla
Abdoluaye Sylla, meglio conosciuto come Bernard Sylla (Boulbinet, 1947 – Tunisia, 30 giugno 2021), è stato un calciatore guineano, di ruolo portiere.

## Biografia
È morto di malattia in Tunisia.

## Caratteristiche tecniche
Era un portiere con buoni riflessi, adattabile e con forte spirito di sacrificio. Era considerato uno dei portieri africani più forti degli anni '70 del XX secolo.

## Carriera

### Club
Ha giocato per l'intera carriera nell'Hafia. Con il suo club ha dominato il calcio guineano ed africano per tutti gli anni '70, vincendo sette campionati nazionali consecutivi e raggiungendo la finale di Coppa dei Campioni d'Africa in cinque occasioni, vincendone tre.

### Nazionale
Con la nazionale della Guinea ha partecipato a due edizioni della Coppa d'Africa, nel 1974 e 1976. Nella prima occasione con i suoi Sylla non superò la fase a gironi, mentre nel 1976 la Guinea giunse al secondo posto nel torneo, sopravanzati di un punto dal Marocco, con cui gli Elefanti Nazionali impattarono nella partita decisiva.

## Statistiche

### Cronologia presenze e reti in nazionale
| Cronologia completa delle presenze e delle reti in nazionale ― Guinea | Cronologia completa delle presenze e delle reti in nazionale ― Guinea | Cronologia completa delle presenze e delle reti in nazionale ― Guinea | Cronologia completa delle presenze e delle reti in nazionale ― Guinea | Cronologia completa delle presenze e delle reti in nazionale ― Guinea | Cronologia completa delle presenze e delle reti in nazionale ― Guinea | Cronologia completa delle presenze e delle reti in nazionale ― Guinea | Cronologia completa delle presenze e delle reti in nazionale ― Guinea |
| Data                                                                  | Città                                                                 | In casa                                                               | Risultato                                                             | Ospiti                                                                | Competizione                                                          | Reti                                                                  | Note                                                                  |
| --------------------------------------------------------------------- | --------------------------------------------------------------------- | --------------------------------------------------------------------- | --------------------------------------------------------------------- | --------------------------------------------------------------------- | --------------------------------------------------------------------- | --------------------------------------------------------------------- | --------------------------------------------------------------------- |
| 3-3-1974                                                              | Damanhur                                                              | Zaire                                                                 | 2 – 1                                                                 | Guinea                                                                | Coppa d'Africa 1974 - 1º turno                                        | -1                                                                    |                                                                       |
| 5-3-1974                                                              | Damanhur                                                              | Guinea                                                                | 2 – 1                                                                 | Mauritius                                                             | Coppa d'Africa 1974 - 1º turno                                        | -1                                                                    |                                                                       |
| 7-3-1974                                                              | Damanhur                                                              | Guinea                                                                | 1 – 1                                                                 | Congo-Brazzaville                                                     | Coppa d'Africa 1974 - 1º turno                                        | -1                                                                    |                                                                       |
| 29-2-1976                                                             | Addis Abeba                                                           | Egitto                                                                | 1 – 1                                                                 | Guinea                                                                | Coppa d'Africa 1976 - 1º turno                                        | -1                                                                    |                                                                       |
| 9-3-1976                                                              | Addis Abeba                                                           | Guinea                                                                | 1 – 1                                                                 | Nigeria                                                               | Coppa d'Africa 1976 - Fase finale                                     | -1                                                                    |                                                                       |
| 11-3-1976                                                             | Addis Abeba                                                           | Guinea                                                                | 4 – 2                                                                 | Egitto                                                                | Coppa d'Africa 1976 - Fase finale                                     | -2                                                                    |                                                                       |
| 14-3-1976                                                             | Addis Abeba                                                           | Guinea                                                                | 1 – 1                                                                 | Marocco                                                               | Coppa d'Africa 1976 - Fase finale                                     | -1                                                                    |                                                                       |
| Totale                                                                |                                                                       | Presenze                                                              | 7+                                                                    |                                                                       | Reti                                                                  | -9                                                                    |                                                                       |

## Palmarès

### Competizioni nazionali
- Campionato guineano: 7

Hafia: 1972, 1973, 1974, 1975, 1976, 1977, 1978

### Competizioni internazionali
- CAF Champions League: 3

Hafia: 1972, 1975, 1977